# Dolno Botevo
Dolno Botevo (Bulgaars: Долно Ботево) is een dorp in de Bulgaarse gemeente Stambolovo, oblast Chaskovo. Het dorp ligt hemelsbreed 24 km ten zuidoosten van Chaskovo en 222 km ten zuidoosten van Sofia. 

## Bevolking
Op 31 december 2020 telde het dorp Dolno Botevo 363 inwoners. Het aantal inwoners vertoonde jaren lang een dalende trend: in 1934 had het dorp nog 641 inwoners. Desalniettemin lijkt het inwonersaantal sinds 2000 langzaam maar geleidelijk toe te nemen.
| Bevolkingsontwikkeling tussen 1934 en 2020          |
| --------------------------------------------------- |
|                                                     |
| Bron: Nationaal Statistisch Instituut van Bulgarije |

In het dorp wonen grotendeels etnische Turken. In de optionele volkstelling van 2011 identificeerden 232 van de 314 ondervraagden zichzelf als etnische Turksn, oftewel 74%. De overige inwoners identificeerden zichzelf vooral als etnische Bulgaren (74 inwoners, oftewel 24%) of Roma (8 personen, oftewel 3%).
| Etnische samenstelling van de respondenten (2011) | Etnische samenstelling van de respondenten (2011) | Etnische samenstelling van de respondenten (2011) | Etnische samenstelling van de respondenten (2011) | Etnische samenstelling van de respondenten (2011) |
| ------------------------------------------------- | ------------------------------------------------- | ------------------------------------------------- | ------------------------------------------------- | ------------------------------------------------- |
|                                                   |                                                   |                                                   |                                                   |                                                   |
| Bulgaren                                          | Bulgaren                                          |                                                   | 23,6%                                             | 23,6%                                             |
| Turken                                            | Turken                                            |                                                   | 73,9%                                             | 73,9%                                             |
| Roma                                              | Roma                                              |                                                   | 2,5%                                              | 2,5%                                              |
| Anders/Onbekend                                   | Anders/Onbekend                                   |                                                   | 0,0%                                              | 0,0%                                              |